# Xã Prairie, Quận Montgomery, Missouri
Xã Prairie (tiếng Anh: Prairie Township) là một xã thuộc quận Montgomery, tiểu bang Missouri, Hoa Kỳ. Năm 2010, dân số của xã này là 882 người.